# 왜 단치히를 위해 죽어야 하는가?
왜 단치히를 위해 죽어야 하는가?(프랑스어: Pourquoi mourir pour Dantzig? 푸르쿠아 무리르 푸르 단치그?[*], 폴란드어: Dlaczego musimy umierać za Gdańsk? 들라체고 무시미 우미에라치 자 그단스크?[*])는 제2차 세계 대전 직전에 만들어진 프랑스의 반전 운동 정치 슬로건이다.

## 기사
이 용어는 1939년 5월 4일 파리 신문 뢰브르에 실린 프랑스 신사회주의 작가 마르셀 데아의 기사 제목("Mourir pour Dantzig?", 단치히를 위해 죽는 것?)에서 유래되었다. 이 기사는 단치히 자유시(그단스크)의 통제권을 나치 독일로 이양하려는 요구에 관한 폴란드 제2공화국에 대한 최후통첩 중 하나와 관련된 것이었다. 그 글에서 데아는 유화정책에 찬성하는 주장을 했다. 그는 프랑스가 폴란드를 방어하는 데 관심이 없으며, 독일의 총통인 아돌프 히틀러가 요구한 영토를 받는다면 만족할 것이라고 주장했다.(데아에 따르면) 그는 폴란드인들이 유럽을 전쟁에 끌어들이고 있다고 비난했다. 데아는 프랑스인들이 폴란드의 무책임한 정치행위에 대한 대가를 치르고 죽도록 해서는 안 된다고 주장하며, 폴란드가 상당한 기간 동안 싸울 수 있을지에 대해 의구심을 나타냈다. 데아는 "폴란드 친구들과 함께 영토와 재산, 자유를 지키기 위해 싸우는 것은 평화 유지에 기여해야 한다면 용기 있게 상상할 수 있는 관점, 하지만 단치히를 위해 죽는건 안된다!"("Mais mourir pour Dantzig, non !")라고 썼다.

## 영향
슬로건의 의의와 영향에 대한 의견은 다르다. 이 기사와 몇 가지 유사한 기사는 외교관과 프랑스 및 외국 정부 관료들에 의해 주목되었으며, 에두아르 달라디에 총리와 조르주 보넷 외무 장관은 보도자료를 언급했다. 그는 이러한 감정이 프랑스 국민과 프랑스 국민의 대다수의 견해를 대변하지 않는다고 언급했다. 그리고 프랑스 정부와 프랑스-폴란드 동맹에 대한 지지를 재확인했다.
이 슬로건은 1940년 헨리 키신저에 의해 프랑스의 사기를 꺾은 것으로 여겨졌지만, 사학자 데이비드 고든은 이 슬로건이 그 당시에 대부분 소외되었다고 주장한다. 사학자 줄리안 T. 잭슨은 이 구호가 쓰여질 당시 대부분 영국 국민당 등 일부 극단주의 단체들이 차지했지만 "대부분 귀를 기울이지 않았다"고 언급하며 동의했다. 사학자 카롤 고르스키에 따르면, 데아의 기사와 그에 따른 슬로건은 프랑스와 해외에서 어느 정도 인기를 얻었으며, 프랑스의 인텔리겐치아(지식인), 극우파, 고립주의자와 같은 반향을 불러일으킨 집단을 열거했다. 그러나 보통 대중들 사이에서는 인기가 없었다. 토머스 소웰은 그 무렵 프랑스 여론조사를 인용하여 76%의 국민이 단치히를 위해 전쟁을 벌이는 것을 지지한다고 밝혔다.
이 슬로건은 특히 폴란드에서 부정적으로 받아들여졌고, 폴란드어로 "umierać za Gdańsk"라는 문구로 입력되었는데, 이는 비공식적인 오류로 사용되었으며, 아무도 동의하지 말아야 할 주장을 기술하였다. 폴란드 정치 담론에서 여전히 등장하며 2012년 현재 일반 대중이 인정하는 참고 자료로 등장한다. 많은 현대 폴란드 자료들은 이 구호가 대다수의 프랑스인과 심지어 영국인들에 의해 공유된 지배적인 견해라고 주장하면서, 그 국가들의 전반적인 분위기가 그들의 시민들이 폴란드 동맹을 위해 싸우고 싶어하지 않는다고 주장하면서 인용하고 있다. 이 문구는 현대 프랑스어와 영어의 정치적 담론에서도 가끔 사용되어 왔다. 1939년, 이 문구는 나치 독일의 선전에 의해 쉽게 채택되었고, 가짜 전쟁 당시 프랑스 언어 방송에도 사용되었다.
독일에 의한 프랑스의 패배와 비시 정권의 설립에 따라, 데아는 파시즘의 옹호자이자 나치 협력자가 되었고, 비시 정권보다 더 급진적인 그의 파시즘 정당에 대한 나치 독일의 지지를 얻기까지 했다.

## 같이 보기
- 서구의 배신
- 왜 영국은 잠을 자는가(영어판)

## 참고 문헌
- Daniel Hucker (2011년 2월 1일). 《Public Opinion and the End of Appeasement in Britain and France》. Ashgate Publishing, Ltd. ISBN 978-1-4094-0625-9. 2012년 10월 31일에 확인함.